# Georg Müller
Georg Müller, névváltozatok: Jurgen Muller; Georgius Mollerus; Jörgen Möller (feltehetőleg Tallinn, 1570 körül, június 30. – Tallinn, 1608. július 10.) pap, tanár.

## Élete
Származásáról keveset tudunk, de mivel 1587-ban Tallinn város költségén tanult Lübeckben feltehetően ő maga is tallinni volt, s minden bizonnyal az 1570-es évek elején született. Származása bizonytalan, nem tudjuk német vagy észt nemzetiségű volt-e, anyanyelve is ismeretlen. Tallinnba 1595-ben tért vissza, ezután rövid ideig tanár volt előbb Tallinnban, majd 1600 körül valószínűleg a rakverei iskolában. 1601-ben segédprédikátor lett a tallinni Szentlélek-templomban, Balthasar Russow utóda volt. Mindössze hét évvel később hunyt el.

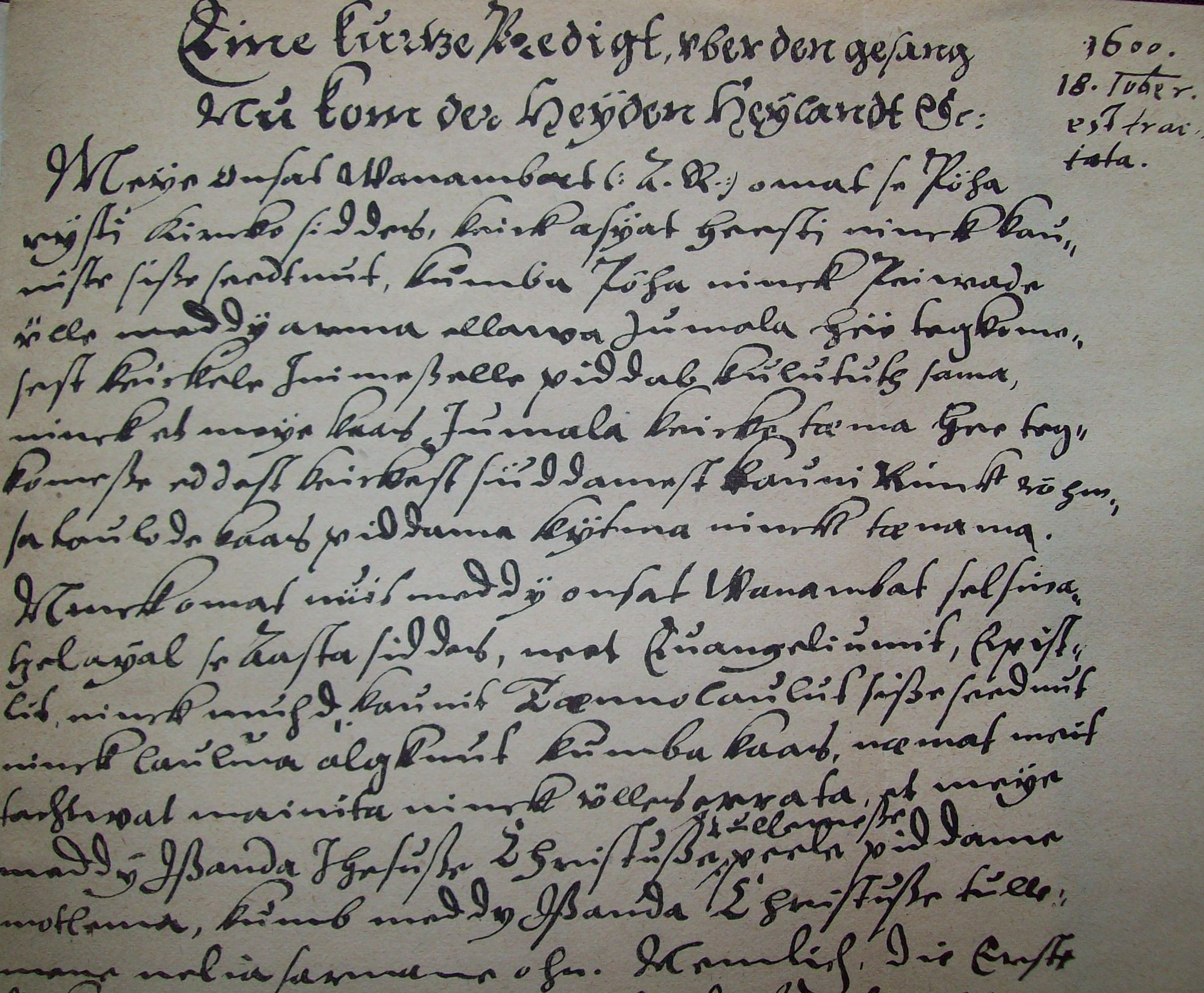
Az első, 1600. december 18-ra keltezett prédikáció első oldala

## Munkája
Theodor Schiemann a tallinni levéltárban 1884-ben 34 füzetet fedezett fel. A füzetek 39 prédikációt tartalmaztak, amelyek főleg észt nyelven íródtak, de hosszabb szövegrészeket, betétlapokat, magyarázatokat és egyes szavakat is tartalmaztak német nyelven.A prédikációk 1600 és 1606 közt íródtak. Hamar felismerték, hogy a szöveg az észt nyelv fontos forrása, kivált hogy abban az időben (mivel a Wanradt–Koell-katekizmust csak 1929-ben fedezték fel) a legrégebbi észt nyomtatott szövegnek Heinrich Stahl  Hand- und Haußbuch című 1632-ben megjelent munkája első részét tartották.
Müller prédikációi nem csupán nyelvtörténeti, hanem kultúrtörténeti szempontból is érdekesek. Sok információt adnak a korabeli viszonyokról (háború, rossz termés, pestis), illetve az igehirdető kritizálja gyülekezete rossz, hamis énekét. A címek német nyelvűek, de a szöveg általában észt, a prédikációk e nyelven hangoztak el, a német és latin csak az igehirdető emlékeztetőjéül szolgáltak. A kéziratot feltehetően nem nyomtatásra szánták, bár a későbbi források említenek egy Müller által írt kéziratról ami nyomdába került, de ebből még nem került elő példány.

## Szövegkiadások
- Neununddreißig Estnische Predigten von Georg Müller aus den Jahren 1600–1606. Mit einem Vorwort von Wilhelm Reiman (= Verhandlungen der Gelehrten Estnischen Gesellschaft 15). Dorpat, 1891. Digitalizált változat
- Jutluseraamat (Eesti mõttelugu 78). Ilmamaa, Tartu, 2007

## Fordítás
- Ez a szócikk részben vagy egészben  a   Georg Müller (Prediger) című német Wikipédia-szócikk ezen változatának fordításán alapul.  Az eredeti cikk szerkesztőit annak laptörténete sorolja fel. Ez a jelzés csupán a megfogalmazás eredetét és a szerzői jogokat jelzi, nem szolgál a cikkben szereplő információk forrásmegjelöléseként.